# Hendrik Willem Heuvel

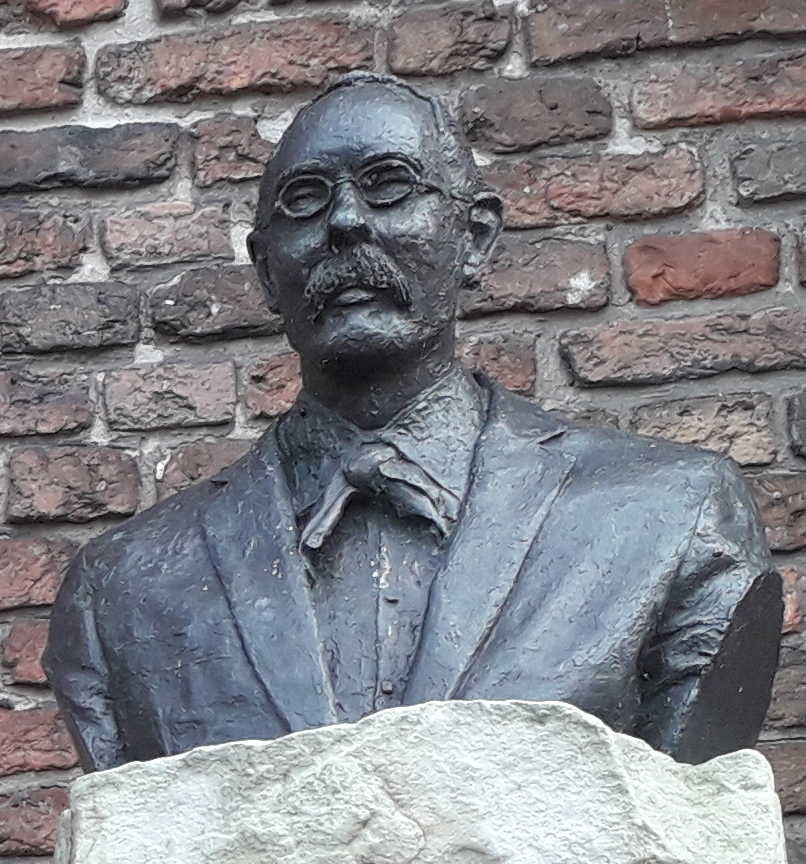
Hendrik Willem Heuvel

Hendrik Willem Heuvel (Oolde, 5 augustus 1864 – Borculo, 10 mei 1926) was een Nederlands docent, onderwijsbestuurder en schrijver. Hij was onderwijzer in Laren (Gelderland) en schoolhoofd te Gelselaar en Borculo. Hij is met name bekend geworden als schrijver over Achterhoekse streekgeschiedenis en volkskunde. 

## Levensloop

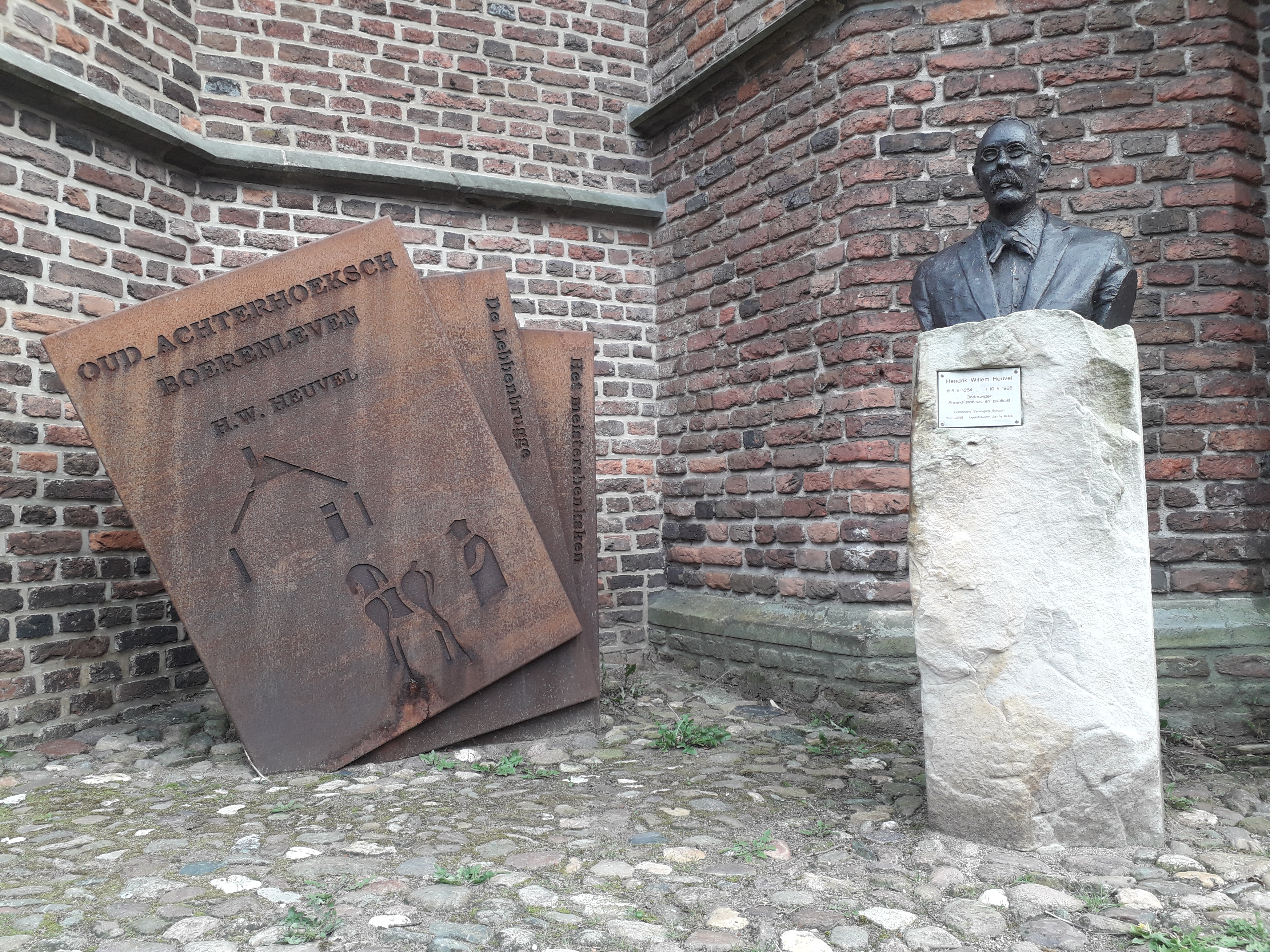
Beeld van H.W. Heuvel te Borculo

Heuvel, geboren op boerderij Blauwhand in de buurtschap Oolde bij Laren (Gld), had geen aanleg voor het boerenwerk. Een gymnasiale vooropleiding theologie op 'Ruimzicht' te Doetinchem brak hij na enkele maanden af uit heimwee naar huis. Hij koos vervolgens voor de onderwijzersopleiding en slaagde in 1882 te Arnhem voor het onderwijzersexamen. Per 1 november 1883 werd hij benoemd aan de lagere school te Laren, waar hij acht jaren bleef. Intussen maakte hij zich door zelfstudie een grote kennis van de natuur, de volkskunde en de geschiedenis (inclusief cultuur- en kerkgeschiedenis) eigen. In 1887 behaalde hij de hoofdakte. In 1890 verwierf hij te Wageningen de zogenoemde landbouwakte. In 1890 werd hij hoofd van de lagere school te Gelselaar. In 1891 trouwde Heuvel met de onderwijzersdochter en achternicht Derkje Wesseldijk (1869-1955), afkomstig uit Tongeren op de Veluwe. Samen kregen zij vier kinderen. In 1901 werd hij schoolhoofd te Borculo, wat hij bleef tot zijn dood.

## Werken
In Gelselaar begon Heuvel te publiceren, waaronder leerboeken voor het lager onderwijs, zoals voor het vak aardrijkskunde, maar ook historische schetsen voor de lagere school. In 1901 verscheen Oud-Gelselaar en in 1903 Geschiedenis van het land van Berkel en Schipbeek. In Gelselaar was hij (beroepshalve) koster en voorzanger; in Borculo klom hij op van diaken tot president-kerkvoogd. Ook was hij een energiek drankbestrijder en zijn boekje Een vijand van Stad en Land (1909) werd in de afdelingen van de Nederlandsche Vereeniging Voor Afschaffing van Alcoholhoudende Dranken druk besproken. Vele jaren verzorgde Heuvel landbouwonderwijs te Borculo, Geesteren en Haarlo voor leergierige boerenzoons.
Hij kreeg veel uitnodigingen voor het houden van lezingen op historisch, volkskundig, kerkhistorisch, landbouw- en zelfs sterrenkundig terrein. Hij schreef een biografie over de Nederlandse schrijfster en dichteres Elisabeth Maria Post (1913), maar publiceerde ook over de Deense schrijver en dichter Hans Christian Andersen. Bij de wederopbouw van Borculo na de stormramp van 10 augustus 1925 speelde hij een belangrijke rol, ook op publicitair gebied. 
Op kerkelijk terrein had Heuvel grote belangstelling voor alle gezindten, inclusief de afgescheidenen, al voelde hij zich persoonlijk meer thuis bij de modernen. Zo schreef hij het boekje Licht over de graven (1921), waarin hij zijn ideeën over het leven na de dood baseert op het zg. panentheïsme. Als Heuvels belangrijkste werk wordt beschouwd zijn Oud-Achterhoeksch Boerenleven, dat in 1927, dus kort na zijn dood, verscheen. Het manuscript werd voor de druk gereed gemaakt door Heuvels jongere vriend Hendrik Odink (1889-1973). In 2001 verscheen nog een elfde druk. In dit boek legt Heuvel in de vorm van een cyclus van een jaar zijn herinneringen aan zijn jeugd vast (ca. 1870-77). Het werd een unieke weergave van het plattelandsleven van die tijd, zoals het was kort voordat de mechanisatie haar intrede deed. Het boerderijmuseum De Lebbenbrugge bij Borculo, sinds 1934 beheerd door de Heuvelstichting, geeft een beeld van dit boerenleven. Met de opening van dit museum werd postuum een vurige wens van Heuvel vervuld. 
In 1909 publiceerde Heuvel Volksgeloof en Volksleven, waarin hij volkskundige onderwerpen breedvoerig beschrijft. Na Heuvels dood spande Hendrik Odink zich in om diens werk breed onder de aandacht te brengen, wat onder meer resulteerde in Uit den Achterhoek, met schetsen van Heuvel (1928). Mr. B.A.H.M. Plegt gaf in 1972 Heuvels Nagelaten Werk uit.
Heuvel wordt beschouwd als een late romanticus, maar sommigen plaatsen hem in de Biedermeiercultuur. In politiek opzicht was hij vooruitstrevend-liberaal. 

## Vernoemingen
- De Mr. H.W. Heuvelstichting is naar hem genoemd.
- De H.W. Heuvelschool in Borculo is naar hem genoemd.